# نموذج غلافي للنواة
النموذج الغلافي للنواة  (أو النموذج القشري للنواة)  أو
نموذج الطبقية النووية في الفيزياء النووية نجح نموذج الأغلفة لتفسير توزيع الإلكترونات في الذرة. وبالمثل فكر الفيزيائيون في تفسير خصائص النواة الذرية بتمثيلها بعدة نماذج منها نموذج القطرة ونموذج الأغلفة النووية، حيث تشغل النوكليونات (من بروتونات ونيوترونات الأغلفة النووية.
ويتمشى نموذج الأغلفة للنواة مع ميكانيكا الكم وكذلك مع مبدأ استبعاد باولي، بينما لا تؤخذ حركة النوكليونات داخل النواة في نموذج القطرة في الاعتبار. وقد اقترح كل من يوجين فيجنر وماريا جوبرت-ماير وهانز ينسن كل على حدة في عام 1949 نموذج الأغلفة النووي وحازوا بهذا الاكتشاف على جائزة نوبل للفيزياء عام 1963.

## مقدمة
يؤخذ طبقا لهذا النموذج جهد وسيط يضمن حركة النوكليونات، وهو ينشا عن النوكليونات النووية نفسها. وغالبا ما يطبق جهد وودس-ساكسن كجهد بين النوكليونات، ولكنه يحتاج إلى المعاملة الحسابية فقط. لذلك يختار جهد معدل وهو جهد هزاز توافقي الذي يتيح التحليل الرياضي.وعن طريقه نحصل على حلول في هيئة مستويات للطاقة منفصلة وهي تسمى من أجل ذلك أغلفة أو مدارات. وكما هو الحال بالنسبة للإلكترونات في الغلاف الذري فإن الأغلفة تتميز بأعدادا كمومية. وتختلف مستويات الطاقة بالنسبة للبروتونات والنيوترونات اختلافا بسيطا، حيث أن شحنة البروتون تتسبب في قوة تنافر بينهم مما يجعل مستويات طاقة البروتونات أعلى قليلا عن مستويات طاقة النيوترونات.

## فرميونات في الأغلفة
نجد في أنوية الذرات الخفيفة والمتوسطة (التي تحتوي على 82 بروتون أو أقل) تكون مستويات الطاقة
تحت بعضها ولكنها تكون بالتقريب متساوية للبروتونات والنيوترونات. أي أن مستويات الطاقة لهما تكون منزاحة بعض الشيء، ويعادل هذا الانزياح في نموذج القطرة فعل تنافر الشحنات الموجبة طبقا لقانون كولوم.
وتشغل الفرميونات ومنها البروتون والنيوترون في أحد الأغلفة - مثلما في حالة الإلكترونات في الذرة - اثنان من النوكليونات في الغلاف بحيث يأخذ العزم المغزلي لأحدهما عكس العزم المغزلي للآخر. وهذا يعني بالنسبة إلى الغلاف 1s أن إثنين فقط من النوكليونات يمكنها شغله، وأن وجد نوكليونا فإنه يشغل مستوي طاقة أعلى وهو الغلاف 1p. وبناء على ذلك نجد أن تشكيل النواة المتكونة من بروتونين ونيوترونين تكون مستقرة بصفة خاصة، حيث أن كل من الغلاف 1s للبروتونات وللنيوترونات يكون مشغولا بالكامل. تلك هي حالة نواة الهيليوم-4 وهي أكثر الأنوية الذرية استقرارا (أشعة ألفا).
كما تنشأ اثنتين أخرتين من التشكيلات المستقرة جيدا بسبب المسافات الكبيرة بين مستويات الطاقة 1p و 1d, وكذلك بين 1d و 1f عندما يكون المداران 1p و 1d مشغولين بالكامل (ب 8 وبالتالي 20 نوكليون). والأنوية التي تشغل مداراتها المذكورة بروتونات أو نيوترونات بالكامل وتكون المسافات كبيرة بين مستويات طاقاتها فإنها تكون مستقرة أكثر من أنوية أخرى مماثلة ولكن تحوي نوكليونا أكثر أو يقل فيها نوكليونا. تلك الأنوية المستقرة بصفة خصة تسمي أنوية سحرية. وتسمى الأنوية التي ينطبق عليها ذلك الشرط بالنسبة للبروتونات والنيوترونات، تسمى أنوية سحرية مزدوجة، وهذا ينطبق على نظير الهيليوم-4 وكذلك على النظير 16O.

## أعداد سحرية
وتماثل تلك الأنوية المتميزة باستقرار خاص حالة اسقرار الإلكترونات في الغازات الخاملة والتي يفسرها نموذج الأغلفة الذرية للإلكترونات. وتسمى تلك الأعداد الخاصة بالنوكليونات أعدادا سحرية وهي:
2, 8, 20, 28, 50, 82 و 126.
ويلاحظ أن الأغلفة تختص لكل من البروتونات والنيوترونات في النواة على حده، بحيث نستطيع تسمية النواة بأنها «نواة سحرية» عندما يكون فيها إما عدد البروتونات أو عدد النيوترونات عددا سحريا. وتسمى النواة «نواة سحرية مزدوجا» إذا كان عدد كل من البروتونات والنيوترونات عددا سحريا.
وبالنسبة إلى العدد السحري 28 فيوجد له سبب خاص: فعنده تنشأ فجوة طاقة، أي مسافة كبيرة بين مستويات للطاقة مسموح بها، وليس بسبب انشغال العلاف بالكامل، وإنما بسبب الارتباط بين العزم المغزلي وعزم الدوران للمدار 1f.
وكما في المدار f للإلكترونات في الذرة حيث يكون عدد الكم الثانوي L=3. وهو يحدد الزخم الزاوي الكلي حيث j=L+s يتخذ الأعداد المسموح بها 3 و 5 وكذلك 2 و 5 , حيث
j=3 , و j=5 تتحلى بطاقة أقل من j=2 و5 =j. فإذا كانت جميع المدارات j=3,5 مشغولة فنحصل على مستوي طاقة مستقر عند العدد السحري 28.
ويماثل ارتباط العزم المغزلي لنوكليون بعزم الدوران انفصال مستويات الطاقة للإلكترونات في الذرة بسبب البناء الدقيق، مع الفرق أن انفصال مستويات الطاقة للنوكليونات في النواة أكبر كثير عنها للإلكترونات في الغباف الذري.
كذلك تكون الحالتين j=2,5 بالنسبة للإلكترونات أقل طاقة عن الحالتين j=3,5. وبصفة عامة يمكن القول: تعمل الإلكترونات على أن تتخذ زخم الدوران الكلي j الأصغر والنوكليونات تريده أكبر ما يمكن. وترجع الأعداد السحرية للنواة 50 و 82 و 126 إلى الارتباطات بين العزم المغزلي وعزم الدوران للأغلفة 1g و 1h و 1i.

## تعيين الأعداد السحرية

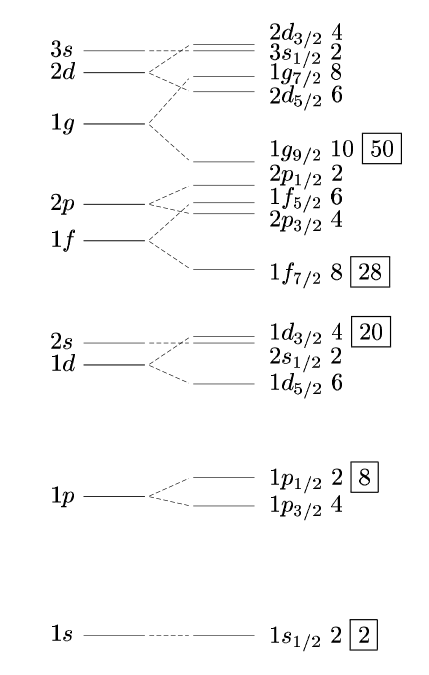
Low-lying energy levels in a single-particle shell model with an oscillator potential (with a small negative term) without spin-orbit (left) and with spin-orbit (right) interaction. The number to the right of a level indicates its degeneracy, (2j+1). The boxed integers indicate the magic numbers (أنظر الصفحة الإنجليزية).

يراعي حساب معادلة شرودنجر وجود الترابط بين العزم المغزلي والزخم الزاوي للنوكليون. ويعمل هذا الترابط على خفض طاقة الغلاف بعض الشيء وخصوصا عندما يكون عدد الكم الرئيسي n كبيرا، أي إذا كانت n=5 تنزاح طاقة النوكليون إلى طاقة أقل في اتجاه n=4، وهكذا مع زيادة العدد n. يؤدي هذا الانزياح غلى تغير في العدد السحري.
وقد نتوقع أن الحالة الكمومية j التي تؤول إلى n = 3 لها طاقة متوسطة بين طاقتي n = 2و n = 3، كما نتوقع أن أعلى حالة j لأعداد لأكبر للغلاف n (مثل n = 7) تكون طاقتها قريبة من طاقة الغلاف الذي تحتها n-1. فنحصل على توزيع الأغلفة الآتية من مستويات الطاقة الصغيرة إلى الكبيرة (أنظر الشكل في الصفحة الإنجليزية):
- الغلاف الأول: 2 حالتين (n = 0, j = 1/2).
- الغلاف الثاني: 6 حالات (n = 1, j = 1/2 or 3/2).
- الغلاف الثالث: 12 sحالة (n = 2, j = 1/2, 3/2 or 5/2).
- الغلاف الرابع: 8 حالات (n = 3, j = 7/2).
- الغلاف الخامس: 22 حالة (n = 3, j = 1/2, 3/2 or 5/2; n = 4, j = 9/2).
- الغلاف السادس: 32 حالة (n = 4, j = 1/2, 3/2, 5/2 or 7/2; n = 5, j = 11/2).
- الغلاف السابع: 44 حالة (n = 5, j = 1/2, 3/2, 5/2, 7/2 or 9/2; n = 6, j = 13/2).
- الغلاف الثامن: 58 حالة (n = 6, j = 1/2, 3/2, 5/2, 7/2, 9/2 or 11/2; n = 7, j = 15/2).

وهكذا.
وبناء على ذلك نحصل على الأعداد السحرية الآتية:
- 2
- 8 = 2+6
- 20 = 2+6+12
- 28 = 2+6+12+8
- 50 = 2+6+12+8+22
- 82 = 2+6+12+8+22+32
- 126 = 2+6+12+8+22+32+44
- 184 = 2+6+12+8+22+32+44+58

وهكذا. تلك هي الأعداد السحرية التي نجدها عمليا، وهي تنوه أيضا عن وجود جزيرة ثبات island of stability عند العدد 184 (للبروتونات، العدد السحري 126 لم يشاهد في الطبيعة، كما يوجد العدد السحري 114 ولكنه يحتاج لمعاملة رياضية مسهبة واعتبار بعض التاثيرات الأخرى أكثر تعقيدا.)

## اقرأ أيضًا
- طاقة الارتباط
- تفاعل نووي
- انشطار نووي
- نموذج القطرة
- معادلة نصف تجريبية للكتلة
- جزيرة الثبات